# Одиши (Зугдидский муниципалитет)
Одиши (груз. ოდიში) — село в Грузии, на территории Зугдидского муниципалитета края (мхаре) Самегрело-Верхняя Сванетия.

## География
Село находится в западной части Грузии, на берегах рек Джуми и Инсари, у восточной окраины города Зугдиди, административного центра муниципалитета. Абсолютная высота — 214 метров над уровнем моря.

## Население
По результатам официальной переписи населения 2014 года в Одиши проживало 1846 человек (910 мужчин и 936 женщин). В национальной структуре населения грузины составляли 99,6 %.
| Год  | Население, человек |
| ---- | ------------------ |
| 2002 | 2034               |
| 2014 | ↘ 1846             |